# Centropyge flavissima
Centropyge flavissima är en fiskart som först beskrevs av Georges Cuvier, 1831.  Centropyge flavissima ingår i släktet Centropyge och familjen Pomacanthidae. IUCN kategoriserar arten globalt som livskraftig. Inga underarter finns listade i Catalogue of Life.